# Gabriela von Thun und Hohenstein
Hrabina Gabriela von Thun und Hohenstein z d. Larisch von Mönnich (ur. 30 listopada 1872 w Wiedniu, zm. 18 października 1957 w Cieszynie) – ostatnia właścicielka pałacu w Kończycach Wielkich, filantropka, fundatorka jednego z pawilonów Szpitala Śląskiego w Cieszynie.

## Życiorys
Urodzona w rodzinie hrabiów Larisch von Mönnich z Karwiny. Jej ojciec hrabia Eugeniusz i matka Maria hrabianka Deym von Střitež zawarli związek małżeński w 1865 i mieli trzy córki. Gabriela była jednocześnie dziedziczką pałacu w Kończycach Wielkich. Matka Gabrieli zmarła w 1878, a ojciec w 1880 i odtąd była wychowywana w domu swego wuja, hrabiego Franciszka Deyma. W 1893 wyszła za mąż za adiutanta cesarza – Feliksa hrabiego von Thuna und Hohensteina.
2 maja 1922 została odznaczona Krzyżem Kawalerskim Orderu Odrodzenia Polski.
W pamięci mieszkańców Śląska Cieszyńskiego zapisała się jako „Dobra Pani z Kończyc Wielkich” – była filantropką, a także fundatorką jednego z pawilonów Szpitala Śląskiego w Cieszynie.
W 1945 jej majątek został skonfiskowany, ale hrabina i tak była zadowolona z tego, że w jej pałacu zlokalizowano Dom Dziecka. Odtąd mieszkała skromnie w Cieszynie, a po śmierci w 1957, odprowadzana przez tłumy mieszkańców, pochowana została na miejscowym cmentarzu katolickim w Kończycach Wielkich.

## Upamiętnienie
Od 2004 roku patronka Gimnazjum w Kończycach Wielkich.
W 2010 została uhonorowana lampą umieszczoną na Uliczce Cieszyńskich Kobiet.